# Асава, Рут
Рут Айко Асава (англ. Ruth Aiko Asawa; 1926—2013) — американский скульптор японского происхождения.
Асава была сторонником художественного образования и движущей силой создания школы San Francisco School of the Arts, которая в 2010 году была названа в честь скульптора — Школа искусств Рут Асава в Сан-Франциско.

## Жизнь и творчество
Родилась 27 января 1926 года в Норуолке, штат Калифорния, была одним из семи детей в семье иммигрантов из Японии, интернированных во время Второй мировой войны. Отец Рут — Умакиши Асава (Umakichi Asawa), был арестован агентами ФБР в феврале 1942 года, попал в лагерь для заключенных в Нью-Мексико, и Рут не видела отца шесть лет.
С юных лет проявляла интерес к искусству. В 1939 году получила первый приз на школьном конкурсе искусств. После окончания поступила в Колледж штата Висконсин в Милуоки (Wisconsin State College of Milwaukee), намереваясь стать учителем рисования. Однако ей не удалось получить степень в этом колледже, так как шла война, а она была этнической японкой. Степень этого колледжа ей была присуждена только в 1998 году. Затем Рут вместе со своей старшей сестрой Lois (Masako) посещала художественный класс в Национальном автономном университете Мексики, где среди её сокурсников была Клара Порсет, беженка с Кубы, которая была знакома с художником Джозефом Альберсом, и рассказала Рут о колледже, в котором он преподавал. С 1946 по 1949 год она училась у Джозефа Альберса в колледже Black Mountain College. Здесь она начала экспериментировать с проволокой, создавая свои первые работы. Во время учёбы она познакомилась со многими американскими представителями искусства, в числе которых были Джейкоб Лоуренс, Бомон Ньюхолл, Жан Варда, Джон Кейдж, Виллем де Кунинг, Бакминстер Фуллер и Мерс Каннингем.

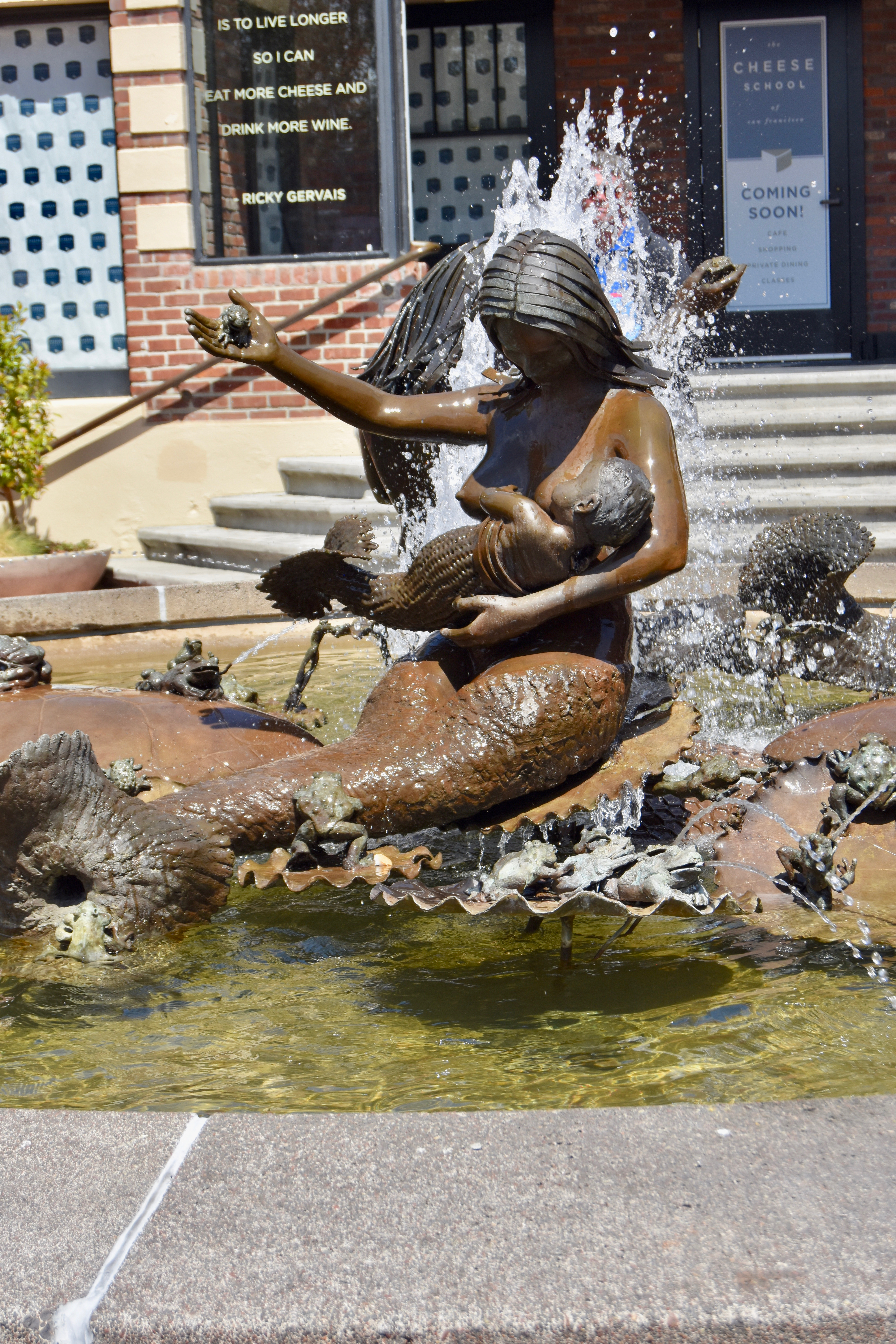
Фонтан на Ghirardelli Square (англ.)

В 1950-х годах Рут Асава продолжила свои эксперименты с вязаными проволочными скульптурами абстрактных форм в трехмерном виде. Она изучила технику этой работы в Толуке, Мексика, где жители окрестных деревень использовали похожую технику для изготовления корзин из оцинкованной проволоки. Проволочные скульптуры Асавы принесли ей известность, когда её работы несколько раз появлялись на ежегодных выставках в Музее американского искусства Уитни и на Художественной биеннале в Сан-Паулу. Продолжив это творчество, в 1968 году Асава создала свою первую представительскую работу — фонтан с русалкой на площади Ghirardelli Square (англ.) в Сан-Франциско. Затем Рут создала фонтан на площади Юнион-скуэр (англ.), для чего наняла около 200 школьников, чтобы лепить формы, которые затем были отлиты из чугуна. В течение последующих лет продолжала проектировать другие общественные фонтаны и стала известной в Сан-Франциско как «Фонтанная леди» (Fountain lady).
Кроме художественной деятельности, Асава была приверженцем и активным сторонником художественного образования, расширяющего кругозор человека, особенно для детей. В 1968 году назначена членом комиссии San Francisco Arts Commission и начала лоббировать политиков и благотворительные фонды в поддержку программ по искусству в области образования. Стала соучредителем Alvarado Arts Workshop для школьников в 1968 году. За этим последовало строительство в 1982 году государственной художественной школы, которая была названа в её честь в 2010 году. Рут Асава продолжила работу в California Arts Council и National Endowment for the Arts; с 1989 по 1997 год была попечителем Музея изобразительных искусств Сан-Франциско.
Умерла 5 августа 2013 года в Сан-Франциско, штат Калифорния.
В 1982 году Сан-Франциско объявил 12 февраля «Днём Рут Асавы» (Ruth Asawa Day), который отмечается ежегодно.
В честь Рут Асавы 1 мая 2019 года был создан Google Doodle, приуроченный к празднику Месяц американского азиатско-тихоокеанского наследия.

### Семья
Асава вышла замуж в июле 1949 года за архитектора Альберта Ланье (Albert Lanier, ум. 2008). У них было шестеро детей: Завьер (Xavier, род. 1950), Айко (Aiko, род. 1950), Хадсон (Hudson, род. 1952), Адам (Adam, 1956—2003), Адди (Addie, род. 1958) и Пол (Paul, род. 1959). В 1960 году семья переехала в Сан-Франциско, район Ной-вэлли.

## Заслуги
- 1968 год − First Dymaxion Award for Artist/Scientist
- 1974 − Gold Medal from the American Institute of Architects
- 1990 − San Francisco Chamber of Commerce Cyril Magnin Award
- 1993 − Honor Award from the Women's Caucus for the Arts
- 1995 − Asian American Art Foundations Golden Ring Lifetime Achievement Award
- 2002 − Honorary doctorate by San Francisco State University

Некоторые работы
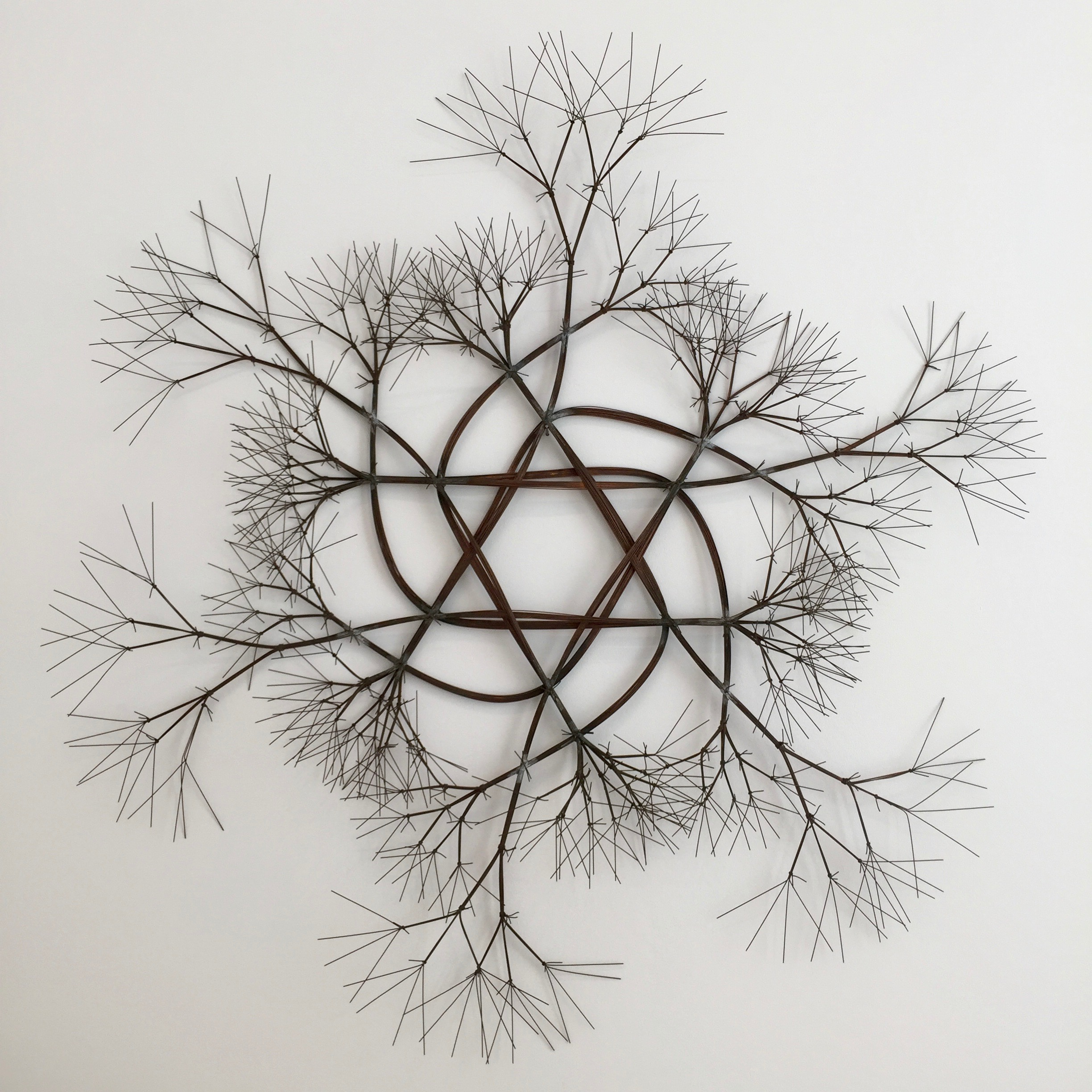
Untitled, 1967